# Bankesia montanella
Bankesia montanella är en fjärilsart som beskrevs av Walsingham 1898. Bankesia montanella ingår i släktet Bankesia och familjen säckspinnare. Inga underarter finns listade i Catalogue of Life.